# 23833 Mowers
23833 Mowers este un asteroid din centura principală de asteroizi.

## Descriere
23833 Mowers este un asteroid din centura principală de asteroizi. A fost descoperit pe 28 august 1998 la Socorro, New Mexico, în cadrul proiectului LINEAR. Asteroidul prezintă o orbită caracterizată de o semiaxă mare de 2,31 ua, o excentricitate de 0,20 și o înclinație de 6,1° în raport cu ecliptica.